# 大尾密光鰓魚
大尾密光鰓魚（學名：Pycnochromis caudalis），又稱大尾光鰓雀鯛，為輻鰭魚綱鱸形目雀鯛科密光鰓魚屬的其中一種，分布於西太平洋和東印度洋，包括聖誕島、印度尼西亞、所羅門群島、菲律賓、越南、科科斯群島、汶萊、東帝汶、巴布亞紐幾內亞、吉里巴斯、馬紹爾群島、新喀里多尼亞、帛琉和加羅林群島等海域，深度15至55公尺，本魚體呈卵圓形，體色深褐色，尾鰭和尾柄白色，胸鰭基部有一藍斑，背鰭硬棘12枚、背鰭軟條12-14枚、臀鰭硬棘2枚、臀鰭軟條12-13枚，體長可達7.5公分，棲息在陡峭的外海礁坡的洞穴或岩壁架，以浮游生物為食，日行性，繁殖期時會成對出現，具有領域性，雄魚會保護魚卵直到卵孵化。